# 范復粹
范復粹（1580年—1658年），字清六，又字函三，号玉坡，又號紫霞，山東省登州府黃縣（今山東省龍口市共城鎮）人，明朝政治人物、進士出身。

## 生平
萬曆三十七年（1609年）己酉科山東鄉試第五十五名舉人，四十七年，登己未科三甲二十一名進士，兵部觀政，六月授開封府推官，天啓四年丁憂。崇禎元年考选，擔任河南道監察御史，巡按江西，三年丁憂。五年復除原职，六年巡按陕西，八年京畿刷卷。九年升任大理寺右寺丞，十年进左寺丞，本年九月升右少卿，十一年升左少卿，本年七月超拜礼部左侍郎兼东阁大学士。十二年升禮部尚書、東閣大學士，本年五月升户部尚書、太子太保、加文渊阁大学士，誥封光禄大夫，累加少保兼太子太保，进吏部尚书、武英殿大学士。崇禎十三年（1640年）六月，加少傅兼太子太傅，升任內閣首輔，改建极殿大学士。十四年二月欽命录囚，清理刑獄，四月请告养病，五月離職回鄉。

## 家族
曾祖范廉。祖父范沛。父范從簡。生子三：长复仁，次复元，三即复粹。